# Bidens molokaiensis
Bidens molokaiensis (tên tiếng Hawaii: Molokaʻi Beggarticks) là một loài thực vật có hoa trong họ Asteraceae. Loài này thuộc chi Bidens. Nó chỉ được tìm thấy ở Molokaʻi thuộc quần đảo Hawaii.